# Myriam Andrade Ribeiro de Oliveira
Myriam Andrade Ribeiro de Oliveira é uma professora e historiadora de arte brasileira.

## Biografia
Formada em História pela Universidade Federal de Minas Gerais, graduou-se mestre e doutora em Arqueologia e História da Arte pela Universidade Católica de Louvain, e pós-doutora pela Universidade de Londres. Professora de História e Teoria da Arte na Universidade Federal do Rio de Janeiro e conselheira consultiva do Instituto do Patrimônio Histórico e Artístico Nacional, onde trabalhou por vinte anos, é especializada no Barroco e Rococó brasileiros, e uma das mais importantes profissionais em atividade no Brasil nesta área. Suas publicações são referenciais.
Tem produzido extensa literatura sobre sua especialidade, onde se destacam:
- O Aleijadinho. Passos e Profetas. EDUSP, 1984.
- O Rococó Religioso no Brasil e seus Antecedentes Europeus. Cosac & Naify, 2003.
- O Aleijadinho e o Santuário de Congonhas. Monumenta/IPHAN, 2006.
- Barroco e Rococó nas Igrejas do Rio de Janeiro. Monumenta/IPHAN, 2008.
- Barroco e Rococó nas Igrejas de São João del Rei e Tiradentes. Monumenta/IPHAN, 2011.